# العلاقات الأندورية الصينية
العلاقات الأندورية الصينية هي العلاقات الثنائية التي تجمع بين أندورا والصين.

## مقارنة بين البلدين
هذه مقارنة عامة ومرجعية للدولتين:
| وجه المقارنة                                              | أندورا                                                     | الصين                    |
| --------------------------------------------------------- | ---------------------------------------------------------- | ------------------------ |
| المساحة (كم2)                                             | 468                                                        | 9.60 مليون               |
| عدد السكان (نسمة)                                         | 76.18 ألف                                                  | 1.33 مليار               |
| الكثافة السكانية (ن./كم²)                                 | 16.28 ألف                                                  | 138.54                   |
| العاصمة                                                   | أندورا لا فيلا                                             | بكين                     |
| اللغة الرسمية                                             | اللغة الكتالونية                                           | اللغة الصينية القياسية   |
| العملة                                                    | يورو                                                       | رنمينبي                  |
| الناتج المحلي الإجمالي (بليون دولار)                      | 3.01 مليار                                                 | 12.24 تريليون            |
| الناتج المحلي الإجمالي (تعادل القوة الشرائية) بليون دولار |                                                            | 19.82 تريليون            |
| الناتج المحلي الإجمالي الاسمي للفرد دولار أمريكي          |                                                            | 8.03 ألف                 |
| الناتج المحلي الإجمالي للفرد دولار أمريكي                 |                                                            | 13.21 ألف                |
| مؤشر التنمية البشرية                                      | 0.858                                                      | 0.728                    |
| رمز المكالمات الدولي                                      | +376                                                       | +86                      |
| رمز الإنترنت                                              | .ad                                                        | .cn، .中国 ‏، .中國 ‏      |
| المنطقة الزمنية                                           | ت ع م+01:00، توقيت وسط أوروبا، ت ع م+02:00، أوروبا/أندورا ‏ | توقيت الصين، ت ع م+08:00 |

## منظمات دولية مشتركة
يشترك البلدان في عضوية مجموعة من المنظمات الدولية، منها:
| علم المنظمة | اسم المنظمة                   | تاريخ انضمام أندورا | تاريخ انضمام الصين |
| ----------- | ----------------------------- | ------------------- | ------------------ |
|             | منظمة الشرطة الجنائية الدولية | ?                   | ?                  |
|             | الأمم المتحدة                 | 28 يوليو 1993       | 25 أكتوبر 1971     |
|             | منظمة حظر الأسلحة الكيميائية  | ?                   | ?                  |
|             | يونسكو                        | 20 أكتوبر 1993      | 4 نوفمبر 1946      |
|             | الاتحاد الدولي للاتصالات      | 12 نوفمبر 1993      | 1 سبتمبر 1920      |

## وصلات خارجية
- موقع وزارة الخارجية الأندورية
- موقع وزارة الخارجية الصينية